# Ghoti
Ghoti är ett påhittat engelskt ord, känt från 1855. Ordet är skapat för att påvisa att engelska ortografin är ologisk, då det påstås att "ghoti" ska uttalas som engelska ordet "fish" [fɪʃ] utifrån följande:
- <gh> uttalas [f], som i orden "enough" eller "rough",
- <o> tas ifrån ordet "women" och uttalas därmed [ɪ], och
- <ti> hittar man i orden "nation" eller "martial", där det uttalas [ʃ].

## Kritik
Även om ordet är ett populärt argument för en ortografireform inom engelska språket, så kan det kritiseras.
- <gh> uttalas aldrig [f] i början av ett engelskt ord,
- <o> uttalas [ɪ] bara i "women",
- <ti> som uttalas [ʃ] finns nästan bara i latinska lånord och där aldrig i slutet.

## Alternativ läsning
Det finns även en sentida alternativ läsning av "ghoti" där:[källa behövs]
- <gh> tas ifrån ord som "night" eller "fight",
- <o> tas ifrån ordet "people"
- <t> tas ifrån ordet "castle" eller från franska lånord som "ballet" eller "gourmet", och
- <i> tas ifrån ord som "business".

Konsekvensen är att man inte alls kan uttala ordet eftersom de nämnda tecknen inte representerar några språkljud.